# Poems of Places (antologia)
Poems of Places – wydana przez amerykańskiego poetę Henry’ego Wadswortha Longfellowa antologia poezji angielskiej i obcej. Wiersze zostały ułożone tematycznie według opisywanych miejsc na mapie świata. Wydawnictwo jest dziełem ogromnym. Całość liczy 31 tomów. Kolejne tomy poświęcone są Anglii (I-IV), Irlandii (V), Szkocji, Islandii, Norwegii i Szwecji (VI-VIII), Francji (IX-X), Włochom (XI-XIII), Hiszpanii, Portugalii, Belgii i Holandii (XIV-XV), Szwajcarii i Austrii (XVI), Niemcom (XVII-XVIII), Grecji i Turcji europejskiej (XIX), Rosji (XX), Azji, Ameryce i Oceanii (XXI-XXXI). Ogółem antologia ma około 8 tysięcy stron i zawiera 4242 utwory. Poszczególne tomy ukazywały się w latach 1876-1879.